# چراغ‌فروشی
چراغ فروشی (انگلیسی: Light Shop; کره‌ای: 조명가게) یک مجموعه تلویزیونی محصول کره جنوبی به کارگردانی کیم هی وون و با بازی جو جی هون، پارک بو یونگ، به سونگ وو، اوم ته گو، کیم سول هیون، لی جونگ اون، کیم مین ها، پارک هیوک کوان، کیم ده میونگ، شین اون سو، کیم سون هوا و کیم کی هه است. این مجموعه بر پایه وب‌تونی با همین نام کانگ فول است. این مجموعه از ۴ دسامبر ۲۰۲۴ از دیزنی پلاس پخش شد.

## خلاصه داستان
این مجموعه داستان گروهی غریبه را دنبال می‌کند که همگی در پردازش یک تجربهٔ وحشتناک از گذشتهٔ خود با مشکل روبرو هستند. هر کدام از آنها در حال زندگی عادی خود هستند که به طرز عجیبی به یک چراغ‌فروشی واقع شده در انتهای یک کوچهٔ مشکوک کشیده می‌شوند.

## بازیگران
- جو جی هون در نقش جونگ وون یونگ[۲]
- پارک بو یونگ در نقش کوان یونگ جی[۲]
- به سونگ وو در نقش یانگ سونگ شیک[۲]
- اوم ته گو
- کیم سول هیون
- لی جونگ اون در نقش جونگ یو هی[۲]
- کیم مین ها
- پارک هیوک کوان
- کیم ده میونگ
- شین اون سو
- کیم سون هوا
- کیم کی هه

## انتشار
چراغ‌فروشی از ۴ دسامبر ۲۰۲۴ از دیزنی پلاس پخش شد.